# Eduard Heintz

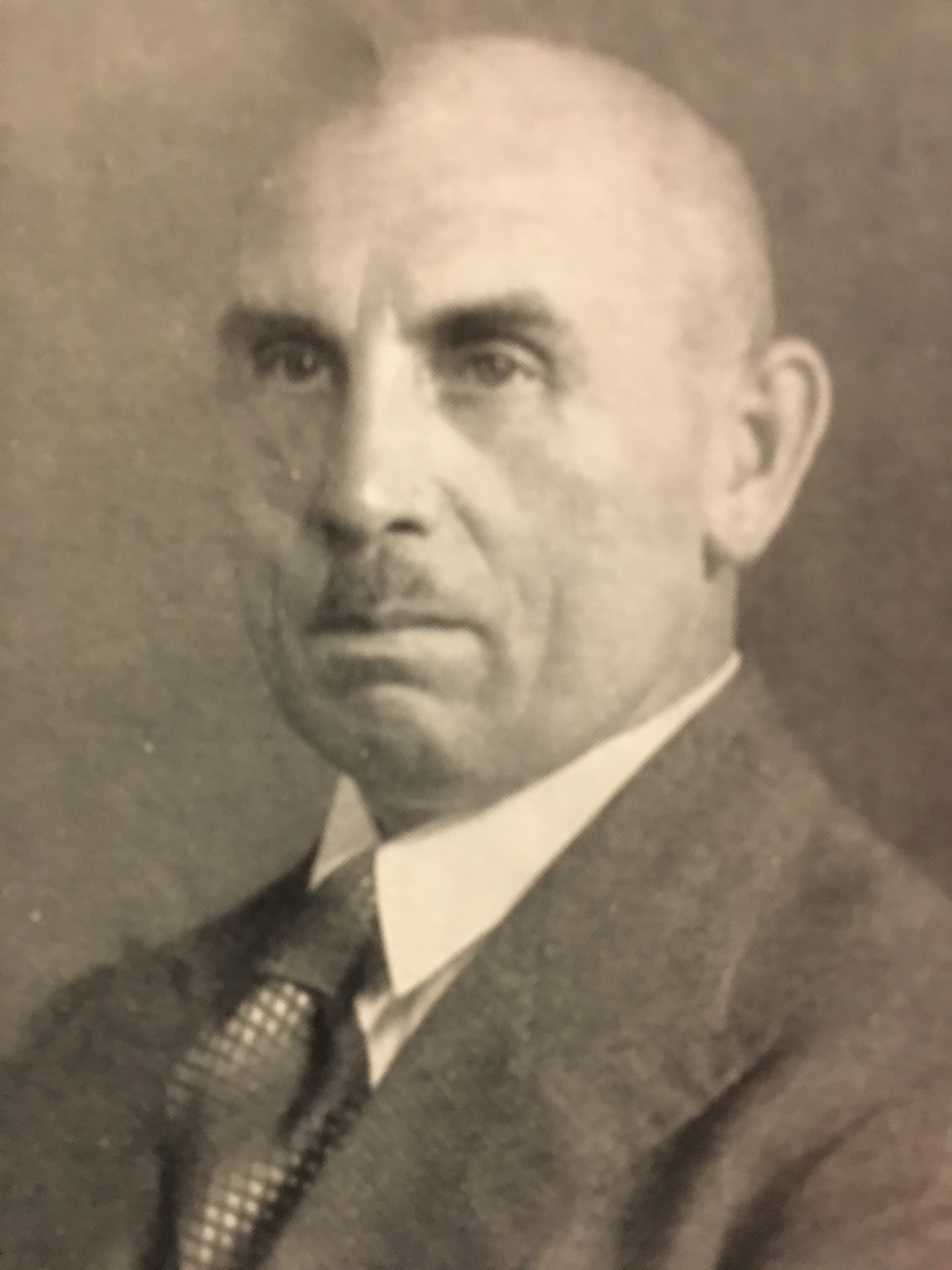
Eduard Heintz

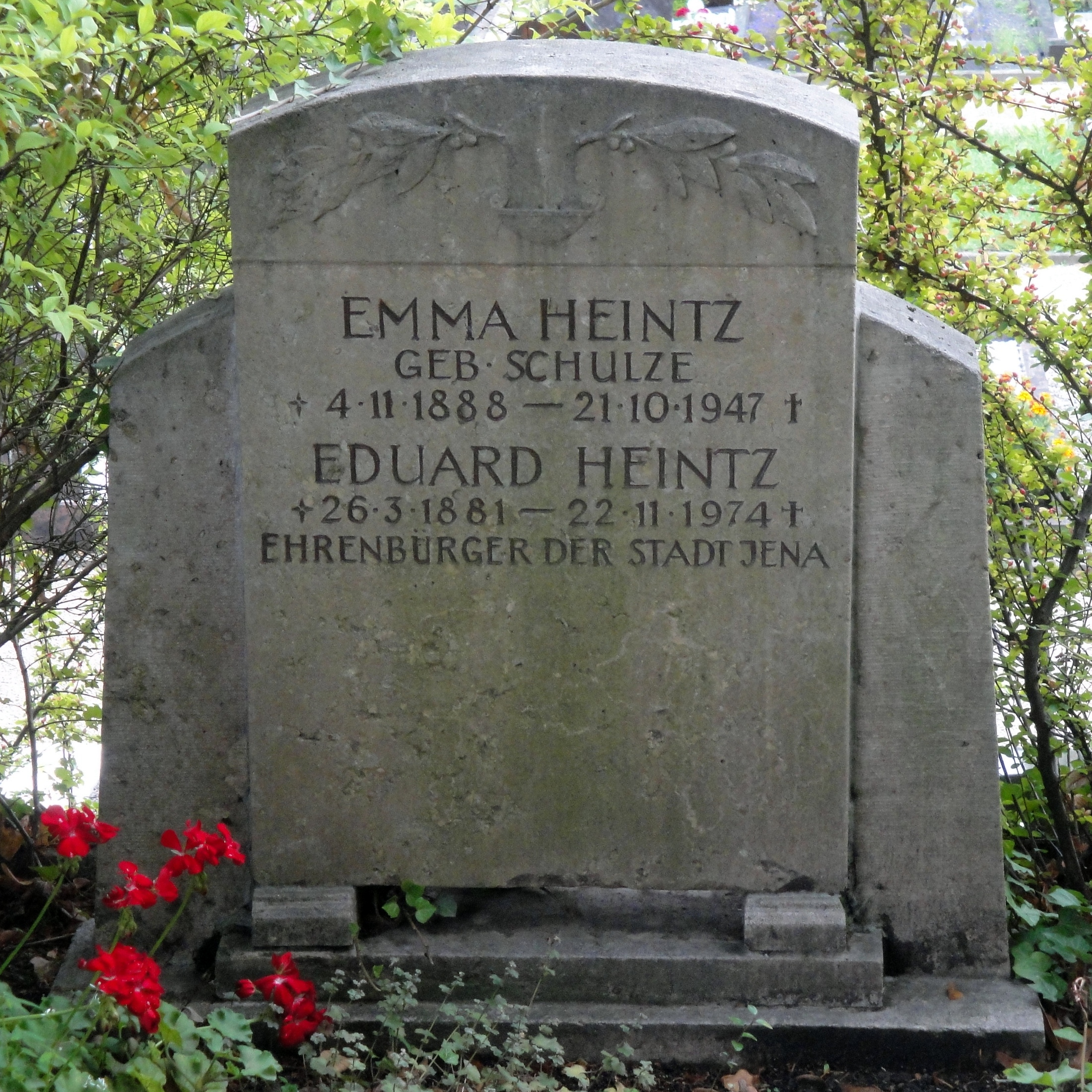
Grab auf dem Nordfriedhof in Jena

Eduard Heintz (* 26. März 1881 in Stützerbach; † 22. November 1974 in Jena) war ein deutscher Betriebsratsvorsitzender.

## Leben
Er war seit 16. April 1895 bei Jenaer Glas Schott & Gen. in Jena zunächst als Einträger, danach als Glasmacher und Rohrzieher in allen Hütten des Werkes beschäftigt. Davor war er bereits während seiner Schulzeit bei seinem Vater Theodor Heintz, der ebenfalls Glasmacher und Rohrzieher war, in der Hütte beschäftigt.
Im Jahr 1912/13 begann er mit seinem Bruder Albert Heintz (siehe Liste der Ehrenbürger von Jena) und vielen seiner Sportfreunde des TSGM – Turn-, Sport- und Musikverein „Glaswerk“ das Projekt „Sportstätte Otto-Schott-Platz“ auf dem Jenaer Forst zu organisieren. Er wurde als siebtes Kind nach seinem Bruder Albert geboren. Seine Schwester lebte in Stützerbach und einer seiner Brüder kam im Ersten Weltkrieg in Sibirien ums Leben. In den Jahren 1920 bis 1933 war er Betriebsratsvorsitzender beim Glaswerk Schott. Von 1922 bis 1933 war er Beigeordneter des Jenaer Stadtrates. Im Jahr 1933 wurde er durch die NSDAP all seiner Ämter enthoben. Noch im gleichen Jahr heiratete er in zweiter Ehe Emma Heintz (geb. Schulze). Aus seiner ersten Ehe mit Martha, die allerdings geschieden wurde, ging sein Sohn Gustav hervor.
Im Zuge der Aktion Gitter (teilweise auch Aktion Gewitter genannt), nach dem Attentat auf Hitler, wurde er im August 1944 als SPD-Funktionär und Regimegegner von der Gestapo verhaftet und in das Konzentrationslager Buchenwald gebracht.
In den Jahren 1946 bis 1952 war er als 1. Stellvertretender Vorsitzender in der Jenaer Stadtverordnetenversammlung vertreten.
Auf Grund seiner Verdienste als Vertrauensmann und Repräsentant der Stadt Jena wurde er am 16. November 1946 Ehrenbürger (siehe Liste der Ehrenbürger der Stadt).
Das Ehrengrab von Heintz befindet sich auf dem städtischen Friedhof der Stadt Jena auf Feld 2, UW Nr. 9.